# Plecia trunca
Plecia trunca är en tvåvingeart som beskrevs av Fitzgerald 1998. Plecia trunca ingår i släktet Plecia och familjen hårmyggor. Inga underarter finns listade i Catalogue of Life.